# Anderbeck
Anderbeck is een plaats en voormalige gemeente in de Duitse deelstaat Saksen-Anhalt, en maakt deel uit van de Landkreis Harz.
Anderbeck telt 693 inwoners.